# Maiko Nationalpark
Maiko Nationalpark (fransk: Parc national de la Maïko) er en nationalpark i den østlige del af Den Demokratiske Republik Congo.

## Historie

### Etablering
I 1949 oprettede den belgiske koloniadministration Bakumu Jagtreservatet (Bakumu, der betyder "Kumus", som er den indfødte stamme i regionen) på et område, der senere skulle omfatte området for parken. De oprindelige planer for området har nærmere haft til formål at forhindre udnyttelse af mineralske ressourcer end beskyttelse af naturen og dyrelivet.
Den 20. november 1970 underskrev Mobutu Sese Seko præsidentielt dekret nr. 70-312, som er bundet til den lov, der havde skabt ICCN året før. Dette dokument gjorde Maiko Nationalpark til et fuldgyldigt naturbeskyttelsesområde.

### Oprørernes skjul
Den vejløse og utilgængelige natur i regionen gjorde det til et ideelt område for nogle Simbaoprørere at trække sig tilbage til, efter deres nederlag i 1964. Lige siden har de levet sparsomt ved krybskytteri på dyreliv og ved at kontrollere ulovlige mineaktiviteter inde i Maiko.
Sikkerhedssituationen har gjort det vanskeligt for rangers at patruljere parken, især efter at ICCN, blev tvunget til at lede den congolesiske hærs angreb mod Simbaerne. Bevaringsarbejdet er blevet hæmmet af tilstedeværelsen af oprørere, især efter tilfangetagelse og tilbageholdelse af adskillige undersøgelseshold mellem 2003 og 2005. Mindst tre andre grupper af oprørere er konstateret aktive i forskellige dele af parken, herunder den rwandiske Interahamwe mod øst. Sammenlagt resulterer disse trusler i at ICCN har fuldstændig mangel på kontrol over parkområdet.

### Internationale bevaringsindsatser
Den første grundige udforskning af Maiko nationalpark går tilbage til 1989, hvor Wildlife Conservation Society, støttet af ICCN, Verdensbanken, Det Europæiske Fællesskab og WWF, flyttede ind i området og undersøgte et 950 km langt transekt (en).
WCS undersøgte også den nordlige sektor i 2005. Dian Fossey Gorilla-fonden udførte de første undersøgelser af den sydlige del af parken over et årti fra 2005 og dokumenterede en gorillapopulationder var mere udbredt end set i tidligere undersøgelser.

## Geografi og miljø
Parken ligger i et af de mest afsidesliggende skovområder i landet og har et areal på 10.885 km2. Den består af tre sektorer, der spænder over staterne Nord Kivu, Tshopo og Maniema. Det indeholder tropisk primær skov omkranset af mange floder. Den nordlige sektor udgør den sydlige del af Ituri-regnskoven. Den østlige sektor er forholdsvis flad i en højde på omkring 1.000 moh., så langt som til Lindifloden. Længere mod øst stiger højden. Adskillige floder stiger i bakkerne mod nord, øst og syd. Vegetationen er høj, lukket, stedsegrøn lavlandsregnskov med pletter af sekundær skov omkring bosættelser. Nedbøren er høj og størst i oktober og november, og en mere tør sæson i juli og august.

### Dyreliv
Tre af landets ikoniske endemiske dyr forekommer i parken: Østlig lavlandsgorilla, okapi og congopåfugl. Maiko er også et vigtigt område for bevarelsen af den afrikanske skovelefant, østlig chimpanse og den endemiske akvatiske genet. Det er blevet udpeget som et vigtigt fugleområde (IBA) af BirdLife International, fordi det understøtter betydelige bestande af mange fuglearter.